# روس غريفز
روس غريفز هو سياسي أمريكي، ولد في 27 أغسطس 1874، وتوفي في 1 أبريل 1940. نشط حزبياً في الحزب الجمهوري. وقد انتخب عضو جمعية ولاية نيويورك ‏ وانتخب عضو مجلس ولاية نيويورك ‏.